# Nils Saemann

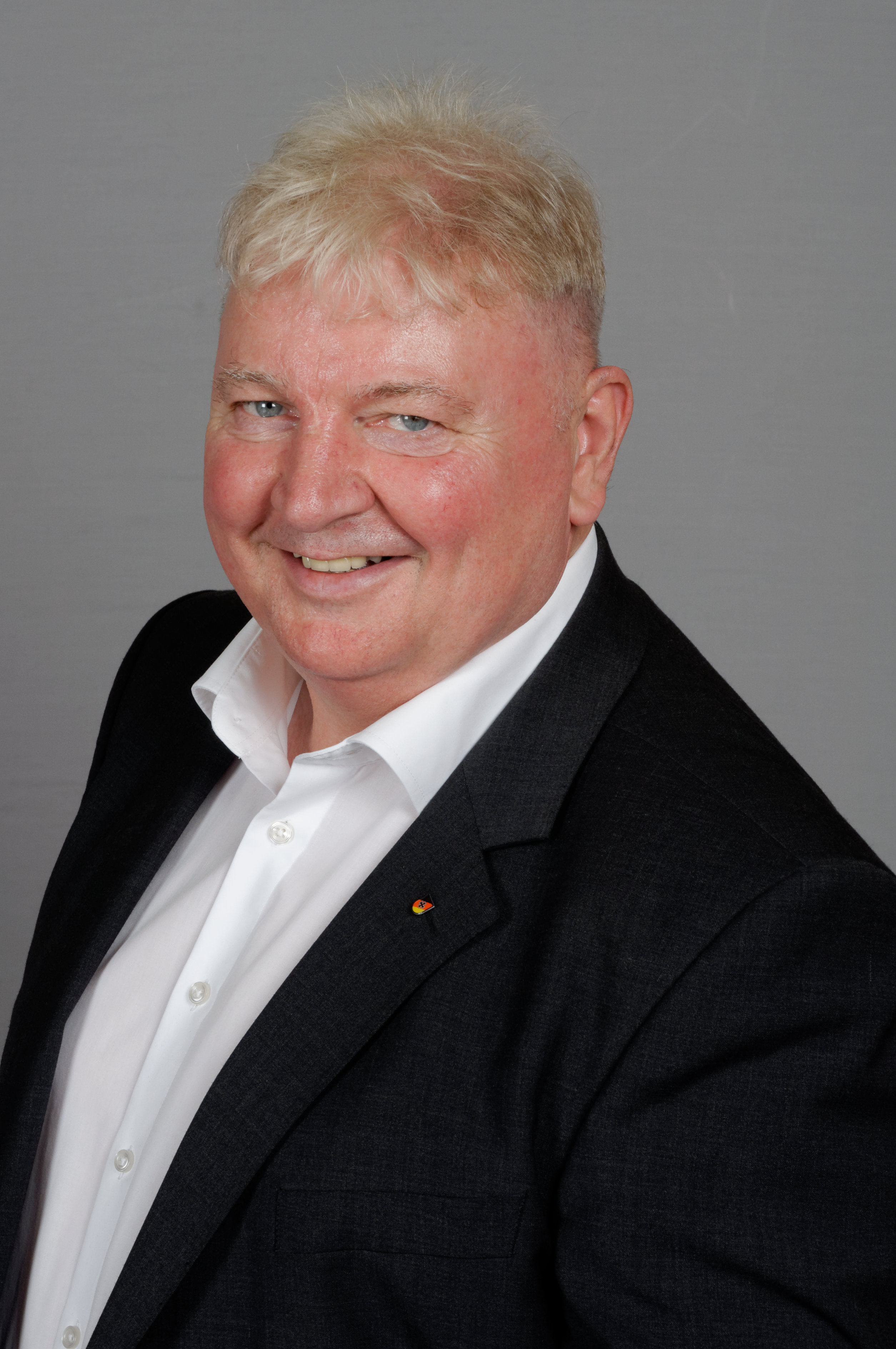
Nils Saemann 2017

Nils Saemann (* 15. April 1959 in Teterow) ist ein deutscher Politiker (SPD) und Polizeibeamter. Er ist seit September 2011 Abgeordneter im Landtag von Mecklenburg-Vorpommern.

## Leben
Saemann ist gelernter Schlosser und war von 1990 bis 2011 Beamter der Bundespolizei. Bei der Landtagswahl in Mecklenburg-Vorpommern 2011 gewann er das Direktmandat im Wahlkreis Güstrow I mit 31,1 % und wurde so erstmals in den Landtag gewählt. 2016 und 2021 wurde er wiedergewählt, er gewann jeweils das Direktmandat.
Saemann hat mit seiner Ehefrau einen Sohn und eine Tochter.